# Prelaz Torugart
Prelaz Torugart (kitajsko: 吐尔尕特山口; kirgiško Торугарт ашуусу, latinizirano: Torughart ashuusu; rusko Перевал Торугарт) je gorski prelaz v gorovju Tjanšan blizu meje med regijo Narin, Kirgizistan in kitajsko avtonomno pokrajino Šindžjang-Ujgur. Je eden od dveh mejnih prehodov med Kirgizistanom in Kitajsko, drugi je Erkeštam, približno 165 km proti jugozahodu.
V bližini prelaza na kirgiški strani leži slikovito jezero Čatir-Köl. Cesta do Narina in nato do Balikčija in Biškeka, ki se razteza približno 400 km, je ozka in pozimi pogosto neprehodna zaradi močnega sneženja in pogostih snežnih plazov. Na kitajski strani je vstopna točka Torugart (kitajsko: 吐尔尕特口岸), kjer morajo potniki opraviti carino, približno 110 km od samega prelaza v okrožju Ulugqat kirgiške avtonomne prefekture Kizilsu. Razdalje od prelaza do večjih mest so: 110 km do Ulugkata, 165 km do Kašgarja, 170 kilometrov do Artuša in približno 1630 km do Urumčija.
Prelaz je tudi končna postaja evropske poti E125 in, v skladu z novimi državnimi načrti za avtoceste, kitajske državne avtoceste 315, vendar nobena ni označena na tem območju do leta 2020.

## Zgodovina
Prelaz je bil uporabljen že v antiki. Med obdobjem dinastije Han je bilo pod jurisdikcijo mikro države, imenovane Džuandu (kitajsko: 捐毒国). Med obdobjem dinastije Tang je regija prišla pod nadzor Tangov kot del protektorata Anši.
Rusija in Kitajska sta leta 1881 prvi ustanovili vstopno točko na prelazu Torugart. Leta 1906 je ruska Kitajsko-ruska prometna banka financirala gradnjo ceste od prelaza do Kašgarja za 20 milijonov rubljev. Leta 1952 je prelaz Torugart nadomestil prelaz Irkeštam, ki leži približno 165 km jugozahodno, kot primarna kopenska povezava med Šindžjangom in takratno sovjetsko Kirgiško republiko. Prelaz je bil zaprt leta 1969 zaradi kitajsko-sovjetskega razpada in ponovno odprt leta 1983. Leta 1995 je bila vstopna točka Torugart prestavljena na nižjo nadmorsko višino (2000 m), bližje Kašgarju, približno 57 km stran.
Mejni prehod je odprt za vse narodnosti, vendar je za pridobitev dovoljenja potrebna skrbna ureditev prevoza.
Železniška proga Kitajska-Kirgizistan-Uzbekistan, ki poteka skozi prelaz Torugart, ki bi povezala Kašgar in Fergansko dolino, je bila v delu od leta 2012. Vendar je bil kirgiški del železnice ustavljen zaradi finančnih in tehničnih težav.

## Galerija
- Zemljevid regije, vključno s prelazom Torugart (neoznačeno; ceste so vidne) (AMS, 1948)
- Zemljevid regije, vključno s prelazom Torugart (neoznačeno; ceste so vidne) (DMA, 1985)
- Blagajna na zahodnem avtobusnem terminalu v Biškeku obvešča potnike o voznem redu in poti avtobusa Biškek-Artuš-Kašgar, ki potuje čez prelaz Torugart
- Cesta (2005)
- Cesta (2008)
- Cesta do prelaza Torugart (40.779350° 75.105386°) (2015)
- 75.094162) (2015)